# 林明子
林 明子（はやし あきこ、1945年3月20日 - ）は、日本の絵本作家。『こんとあき』の作者、『はじめてのおつかい』の共著者として知られる。『魔女の宅急便』など挿絵も手がけている。

## 来歴
東京都生まれ。血液型A型。横浜国立大学教育学部美術科卒業。若い時はアニメーターに憧れていたが、見学したスタジオの作画部屋の雰囲気があまりに暗かった為、断念している。
真鍋博のアトリエでのアシスタント経験を経て、1973年に初めての絵本『かみひこうき』を出版。福音館書店の月刊絵本『こどものとも』に、筒井頼子との共作で『はじめてのおつかい』（1976年3月号）、『あさえとちいさいいもうと』（1979年5月号）などを執筆。
「肌理の細かいぬくもりのある描き方」（松居直・評）で小さい女の子を主人公とした絵本の挿絵をマイペースで手掛けていく。1983年には男の子を主人公とした『おふろだいすき』（1982年4月）でサンケイ児童出版文化賞美術賞を受賞した。2013年に約11年ぶりとなる新刊『ひよこさん』（征矢清・作）を、月刊『こどものとも0.1.2.』(2013年3月号)より出版。

## 主な児童向け作品

### 単著
- 『はじめてのキャンプ』（1984年、フランスの絵本賞・LE GRAND PRIX DES TREIZE 受賞）
- 『くつくつあるけ』
- 『おててがでたよ』
- 『きゅっ きゅっ きゅっ』
- 『おつきさまこんばんは』（1986年、以上「くつくつあるけのほん」全4冊）
- 『ふたつのいちご』
- 『サンタクロースとれいちゃん』
- 『ズボンのクリスマス』（1987年、以上「クリスマス三つのおくりもの」全3冊）
- 『こんとあき』　（1989年、講談社出版文化賞受賞）
- 『まほうのえのぐ』（1993年）
- 『でてこい でてこい』（1995年）

### 共著
- 『かみひこうき』（1973年、小林実・作）
- 『しゃぼんだま』（1975年、小林実・作）
- 『はじめてのおつかい』（1976年、筒井頼子・作）
- 『ママ、あててみて！』（1976年、末吉暁子・作）
- 『ぼくのぱん わたしのぱん』（1978年、神沢利子・作）
- 『へへののもへじ』（1978年、高梨章・作）
- 『もりのかくれんぼう』（1978年、末吉暁子・作）
- 『あさえとちいさいいもうと』（1979年、筒井頼子・作）
- 『きょうはなんのひ？』（1979年、瀬田貞二・作、第2回絵本にっぽん賞受賞）
- 『おでかけのまえに』（1980年、筒井頼子・作）
- 『おいていかないで』（1981年、筒井頼子・作）
- 『おふろだいすき』（1982年、松岡享子・作、サンケイ児童出版文化賞美術賞受賞）
- 『びゅんびゅんごまがまわったら』 （1982年、宮川ひろ・作）
- 『いもうとのにゅういん』（1983年、筒井頼子・作）
- 『いってらっしゃーい いってきまーす』（1983年、神沢利子・作） - 2011年再版
- 『ぼくはあるいた まっすぐまっすぐ』（1984年、マーガレット・ワイズ・ブラウン・作、坪井郁美・訳）
- 『はっぱのおうち』（1985年、征矢清・作）
- 『とん ことり』（1986年、筒井頼子・作）
- 『10までかぞえられるこやぎ』（1991年、アルフ・プリョイセン・作、山内清子・訳）※1954年にプリョイセンが書いたテキストに絵をつけた本
- 『ひよこさん』（2013年、征矢清・作）

#### 合作
- 『まるいちきゅうのまるいちにち all in a day』 (1986年、安野光雅・編、童話館) - 安野光雅が世界の8カ国8人の絵本作家に呼びかけて作った絵本。アメリカは、エリック・カール。ロシアはニコライ・エフゲニエヴィチ・ポポフ。ブラジルは、ジャン・カルビ。中国は朱成梁。イギリスはレイモンド・ブ リッグス。日本は林明子。ケニアはレオ＆ダイアン・ディロン。オーストラリアは、ロン・ブルックス。
- 『こんにちは おてがみです』 (2006/2/10 福音館書店) - 『あさえとちいさいいもうと』『いもうとのにゅういん』の手紙入り
- 『こんにちは また おてがみです』 (2014/4/18 福音館書店) - 『とん ことり』の手紙入り

#### 童話
- 『おるすばん110ばん』（1975年、槻野けい・作）- 1980年青い鳥文庫化
- 『なみだちゃんばんざい』（1976年、那須正幹・作）
- 『北海道の牧場で』（1979年、岡部彰・作）
- 『にせあかしやの魔術師』（1981年、征矢清・作）- 2014年再版(復刊どっどこむ)
- 『魔女の宅急便』（1985年、角野栄子・作）- 2002年福音館文庫化 ※シリーズ続巻及び他社版は、別イラストレーター
- 『ガラスのうま』（2001年、征矢清・作）
- 『なないろ山のひみつ』（2002年、征矢かおる・作）

## その他書籍等
- 『林明子の赤ちゃん日記 -BABY'S DIARY-』 (福音館書店 1996/04) - 日記帳
- 『林明子 絵はがきの本』 (福音館書店 2003/4/25)  - ポストカード集
- 『おじいさんがかぶをうえました：月刊絵本「こどものとも」50年の歩み』 (福音館書店 2005/12/10)  - 福音館書店編集部編
- 『絵本作家のアトリエ３』 (福音館書店 2014/4/20) - 福音館書店母の友編集部編

### カレンダー
- 林明子 カレンダー'98 (福音館書店 1997/10)
- 林明子 カレンダー2002 (福音館書店 2001/10)
- 林明子 カレンダー2005 (福音館書店 2004/9/30)
- 林明子 カレンダーブック2007 (福音館書店 2006/9)
- 林明子の世界 カレンダー2008 (福音館書店 2007/9)
- 林明子の世界 カレンダー2010 (福音館書店 2009/9/20)
- 林明子の世界 カレンダー2013 (福音館書店 2012/9/27)

### 特集誌
- 母の友 2013年5月号（福音館書店）
- 月刊MOE 2013年6月号（白泉社）

### 英語版
- Anna's Secret Friend ―とん ことり (福音館書店 1991/6)
- Anna's special present ―いもうとのにゅういん (福音館書店 1991/6)
- Before the Picnic ―おでかけのまえに (福音館書店 2000/3)
- A House of Leaves ―はっぱのおうち (福音館書店 2000/3)
- Miki's First Errand <with CD> ―はじめてのおつかい (アールアイシー出版 2003/9)
- Amy and Ken Visit Grandma <with CD> ―こんとあき (アールアイシー出版 2003/10)
- Good Evening Dear Moon <with CD> ―おつきさまこんばんは (アールアイシー出版 2004/3)
Hello, moon! ―おつきさまこんばんは (福音館書店 2012)
- I love to take a bath <with CD> ―おふろだいすき (アールアイシー出版 2004/7)
- Gifts from a mailbox <with CD> ―とん ことり (アールアイシー出版 2004/12)
- Naomi's special gift <with CD> ―いもうとのにゅういん (アールアイシー出版 2004/12)
- Finding Little Sister <with CD> ―あさえとちいさいいもうと (アールアイシー出版 2005/2)

## 海外版
| - 森林里的躲猫猫大王 ―もりのかくれんぼう (貴州人民出版社 1992) - 妹妹住院了 ―いもうとのにゅういん (青林國際 2003) (新星出版社 2013/1) - 七色山的祕密 ―なないろ山のひみつ (愛智圖書有限公司 2007) - 魔女宅急便 ―魔女の宅急便 (南海出版公司 2007/7) - 阿秋和阿狐 ―こんとあき (南海出版公司 2008/9) - 我爱洗澡 ―おふろだいすき (南海出版公司 2008/9) - 神奇的水彩 ―まほうのえのぐ (南海出版公司 2008/8) (新星出版社 2013/1) - 喝汤喽,擦一擦 ―きゅっ きゅっ きゅっ (少年児童出版社 2008) - 小手手,出来了 ―おててがでたよ (少年児童出版社 2009/7) - 月亮,晩上好 ―おつきさまこんばんは (少年児童出版社 2009/7) - 小鞋子,走一走 ―くつくつあるけ (少年児童出版社 2009) - 快出来快出来 ―でてこいでてこい (Shao nian er tong 2010) - 第一次上街买东西 ―はじめてのおつかい (新星出版社 2013/1) - 我一直一直朝前走 ―ぼくはあるいた まっすぐまっすぐ (貴州人民出版社 2013/1) - 阿惠和妹妹 ―あさえとちいさいいもうと (新星出版社 2013/1) - 是谁送的呢 ―とんことり (新星出版社 2013/1) - 世界的一天 ―まるいちきゅうのまるいちにち (貴州人民出版社 2013/1) - 出門之前 ―おでかけのまえに (新星出版社 2013/9) - 要是陀螺转起来 ―びゅんびゅんごまがまわったら (新星出版社 2014/5) - 今天是什么日子 ―きょうはなんのひ？ (新星出版社 2014/4) - 今天是什麼日子? ―きょうはなんのひ？ (英文漢聲出版 1984) - 第一次上街買東西 ―はじめてのおつかい (英文漢聲出版 1984) - 佳佳的妹妹不見了 ―あさえとちいさいいもうと (英文漢聲出版 1984) - 陀螺轉轉轉 ―びゅんびゅんごまがまわったら (臺灣英文雜誌社 1995) (青林國際出版 2012) - 神奇畫具箱 ―まほうのえのぐ (臺灣英文雜誌社 1998) (阿爾發國際文化出版 2009) - 我最喜歡洗澡 ―おふろだいすき (臺灣麥克 1998) - 小秋與小根 ―こんとあき (臺灣麥克 1998) - 叩,叩叩 ―とんことり (青林國際 2003) - 第一次去露營 ―はじめてのキャンプ (信誼基金 2005) - 兩顆草莓 ―ふたつのいちご (信誼基金 2008) - 麵包遊戲 ―ぼくのぱん わたしのぱん (青林國際出版股份有限公司 2014) - 구두구두 걸어라 ―くつくつあるけ (한림출판사翰林出版社 1988) - 손이 나왔네 ―おててがでたよ (한림출판사翰林出版社 1988/9) - 달님 안녕 ―おつきさまこんばんは (한림출판사翰林出版社 1988/9) - 싹싹싹 ―きゅっ きゅっ きゅっ (한림출판사翰林出版社 1989/4) - 병원에 입원한 내 동생 ―いもうとのにゅういん (한림출판사翰林出版社 1989/9) - 순이와 어린 동생 ―あさえとちいさいいもうと (한림출판사翰林出版社 1989/9) - 이슬이의 첫 심부름 ―はじめてのおつかい (한림출판사翰林出版社 1991/5) (絵本の家 2003/4) - 오늘은 소풍가는 날 ―おでかけのまえに (한림출판사翰林出版社 1991/4) - 혼자 가지마 ―おいていかないで (한림출판사翰林出版社 1993) 나도 갈래 ―おいていかないで (한림출판사翰林出版社 1999/6) - 오늘은 무슨 날? ―きょうはなんのひ？ (한림출판사翰林出版社 1994/10) - 우리 친구하자 ―とんことり (한림출판사翰林出版社 1994/10) - 은지와 푹신이 ―こんとあき (한림출판사翰林出版社 1994/12) - 목욕은 즐거워 ―おふろだいすき (한림출판사翰林出版社 1996/10) - 10 까지 셀 줄 아는 아기염소 ―10までかぞえられるこやぎ (한림출판사翰林出版社 1999/3) - 숲 속의 요술물감 ―まほうのえのぐ (한림출판사翰林出版社 1999/8) - 숲속의 나뭇잎집 ―はっぱのおうち (한림출판사翰林出版社 1999/9) - 나도 캠핑 갈 수 있어! ―はじめてのキャンプ (한림출판사翰林出版社 2000/10) - 숲속의숨바꼭질 ―もりのかくれんぼう (한림출판사翰林出版社 2000/11) - 바지야 같이 가! ―ズボンのクリスマス (한림출판사翰林出版社 2002/1) - 크리스마스 딸기 케이크 ―ふたつのいちご (한림출판사翰林出版社 2002/1) - 안녕하세요 산타할아바지 ―サンタクロースとれいちゃん (한림출판사翰林出版社 2002/1) - 윙윙 실팽이가 돌아가면 ―びゅんびゅんごまがまわったら (한림출판사翰林出版社 2002/5) - 어서 나와봐 ―でてこい でてこい (한림출판사翰林出版社 2003) - 동그란 지구의 하루: 새해를 맞이하는 8개국 어린이들의 이야기 ―まるいちきゅうのまるいちにち (아이세움 2004/12) - 오늘도 좋은 하루 ―いってらっしゃーい いってきまーす (한림출판사翰林出版社 2007) - 종이비행기 ―かみひこうき (한림출판사翰林出版社 2008) - 숲 속의 숨바꼭질 ―もりのかくれんぼう (한림출판사翰林出版社 2010/12) - 병아리 ―ひよこさん (한림출판사翰林出版社 2013/4) - Aya et sa poupée ―いもうとのにゅういん (Centurion 1984) - Le Premier camping de Nahotchan ―はじめてのキャンプ (L'ecole des Loisirs 1986,1988) - Le bain de Mako ―おふろだいすき (L'ecole des Loisirs 1986,1996) - Aya et sa petite soeur ―あさえとちいさいいもうと (L'ecole des Loisirs 1988) - Trois petits Noëls ―クリスマス三つのおくりもの (L'ecole des Loisirs 1988) 3冊セット L'étrange pantalon ―ズボンのクリスマス (L'ecole des Loisirs 1988) Le pantalon bondissant ―ズボンのクリスマス (L'ecole des Loisirs 2011) Le gàteau aux fraises ―ふたつのいちご (L'ecole des Loisirs 1988) Le frigo des lapins ―ふたつのいちご (L'ecole des Loisirs 2011) Bonsoir Père Noël ―サンタクロースとれいちゃん (L'ecole des Loisirs 1988) Dans le sac du Père Noël ―サンタクロースとれいちゃん (L'ecole des Loisirs 2011) - Viens jouer, Aya! ―とん ことり (L'ecole des Loisirs 1989,1991) - Aya prépare le pique-nique ―おでかけのまえに (L'ecole des Loisirs 1989,2001/2) - Ken, le renard d'Aki ―こんとあき (L'ecole des Loisirs 1990) - La chevrette qui savait compter jusqu'à 10 ―10までかぞえられるこやぎ (L'ecole des Loisirs 1992) - Attention! peinture magique ―まほうのえのぐ (L'ecole des Loisirs 1994) - Miki's First Errand <with CD> ―はじめてのおつかい (R.I.C. Pub. 2003,2006/4) - Amy and Ken Visit Grandma <with CD> ―こんとあき (R.I.C. Pub. 2006/4) - I love to take a bath <with CD> ―おふろだいすき (R.I.C. Pub. 2006/4) - Gifts from a mailbox <with CD> ―とん ことり (R.I.C. Pub. 2006/4) - Naomi's special gift <with CD> ―いもうとのにゅういん (R.I.C. Pub. 2006/4) - Finding Little Sister <with CD> ―あさえとちいさいいもうと (R.I.C. Pub. 2006/4) - Good Evening Dear Moon <with CD> ―おつきさまこんばんは (R.I.C. Pub. 2006/10) - Miki, waar ben je? ―あさえとちいさいいもうと (J.H.Gottmer 1981) Kayo en haar kleine zusje ―あさえとちいさいいもうと (Clavis Uitgeverij 2009) - Maris lillesoster ―あさえとちいさいいもうと (Høst&Son 1982) - There's a hippo in my bath ―おふろだいすき (Dent 1983) - A house of leaves ―はっぱのおうち (Heinemann 1987) - Before the picnic ―おでかけのまえに (Heinemann 1987) - Anna's Secret Friend ―とん ことり (Viking Press 1987) (Puffin 1988) - Anna's special present ―いもうとのにゅういん (Viking Kestrel 1988) (Puffin 1989) - Anna in charge ―あさえとちいさいいもうと (Viking Kestrel 1988) - งานแรกของมี้จัง (Ngānrāek khō̜ng Mī čhang): Mii-Chan's First Errand ―はじめてのおつかい (Amarin Print&Pub 1995) (Samnakphim Phrǣo Phư̄an Dek 2000) (2013/6) - น้องหนูอยู่ไหน: Where is my little sister? ―あさえとちいさいいもうと (แพรวเพื่อนเด็ก 2003) (2015) - ดอกไม้จากใครเอ่ย: Who sent the flowers? ―とんとこり (2015) - I love to take a bath ―おふろだいすき (R.I.C 1982) There's A Hippo in my Bath ―おふろだいすき (Doubleday 1988) - Anna's special present ―いもうとのにゅういん (Puffin 1983,1990/3) - A house of leaves ―はっぱのおうち (Philomel Books 1986) - All in a day ―まるいちきゅうのまるいちにち (Philomel Books 1986) (Penguin Putnam Books 1999) - Anna's Secret Friend ―とん ことり (Viking Press 1987) (Puffin 1989/4) (Harcourt Brace & Co. 1993) - Before the picnic ―おでかけのまえに (Philomel Books 1987) - Aki and th fox ―こんとあき (Doubleday 1988,1991/8) - Jessica's friend ―ママ、あててみて！ (Garrett Educational Corp 1989/6) - Anna in charge ―あさえとちいさいいもうと (Puffin Books 1991/2) - Kiki's Delivery Service ―魔女の宅急便 (Annick Pr 2003/2) ※表紙は別イラストレータ - ¡Un hipopótamo En la bañera! ―おふろだいすき (Lata de Sal D.L. 2013/10) - Trước khi đi pic-nic ―おでかけのまえに (Heinemann 1987) - Lähdetään retkelle! ―おでかけのまえに (Kirjalito 1987) - Sebelum piknik ―おでかけのまえに (Gramedia 1990) - Titipan Kilat penyihir ―魔女の宅急便 (Penerbit PT Gramedia Pustaka Utama 2006) - Anna's special present ―いもうとのにゅういん (Puffin 1983) - Anna's Secret Friend ―とん ことり (Puffin 1989) - Kiki's delivery service ―魔女の宅急便 (Annick Press 2003) - Aki und Kon, der Fuchs ―こんとあき (Holger Kato Kunst & Verlag 2005) - Guten Abend, lieber Mond! ―おつきさまこんばんは (Maerchenwald Verlag 2012/9) - Chanda mama ―おつきさまこんばんは (National Book Trust 2000) |